# Bisan Owda
Bisan Owda (Arabisch: بيسان عودة; Beit Hanoun, Gaza, 1997 of 1998) is een Palestijnse journaliste, activiste en filmmaker. Ze staat vooral bekend om haar vlog-video's op sociale media waarin ze haar ervaringen tijdens de Gaza-oorlog in de Gazastrook documenteert. Ze won in 2024 een Peabody Award in de categorie Nieuws en een Edward R. Murrow Award in de categorie Nieuwsseries voor haar Al Jazeera Media Network-show, It's Bisan from Gaza and I'm Still Alive. De show won ook een News and Documentary Emmy Award in 2024 in de categorie Outstanding Hard News Feature Story: Short Form.

## Biografie
Owda groeide op in Beit Hanoun. Als lid van het Verenigde Naties Women's Youth Gender Innovation Agora Forum heeft ze gewerkt aan gendergelijkheid in de regio. Ze heeft met de Europese Unie samengewerkt op het gebied van klimaatverandering en is een EU Goodwill Ambassador. Owda werkt ook voor het Bevolkingsfonds van de Verenigde Naties.

### Bekendheid
Tijdens de Gaza-oorlog, die in oktober 2023 begon, kwam Owda onder de aandacht met haar onregelmatige video- en livestreamupdates via sociale media, waarin ze de ervaringen van Palestijnse burgers documenteerde in videodagboek-vorm. Ze werd bekend met de openingszin "I am still alive" (ik leef nog), of variaties daarvan. Owda's video's zijn meestal in het Engels en soms in het Arabisch. Haar werk is gedeeld en uitgezonden door BBC News, Al Jazeera en ABC News. In haar video's heeft ze gerapporteerd over aanvallen van het Israëlisch Defensieleger (IDF) en over het gebrek aan voedsel, onderdak, medische zorg en andere middelen in het conflictgebied. In mei 2024 had Owda 4,1 miljoen volgers.